# Фортел ан Артоа
Фортел ан Артоа (фр. Fortel-en-Artois) је насељено место у Француској у региону Север-Па д Кале, у департману Па де Кале.
По подацима из 2011. године у општини је живело 221 становника, а густина насељености је износила 37,52 становника/km².

## Демографија
| 1962. | 1968. | 1975. | 1982. | 1990. | 2011. |
| ----- | ----- | ----- | ----- | ----- | ----- |
| 208   | 187   | 160   | 186   | 181   | 221   |